# Molteno (Lombardei)

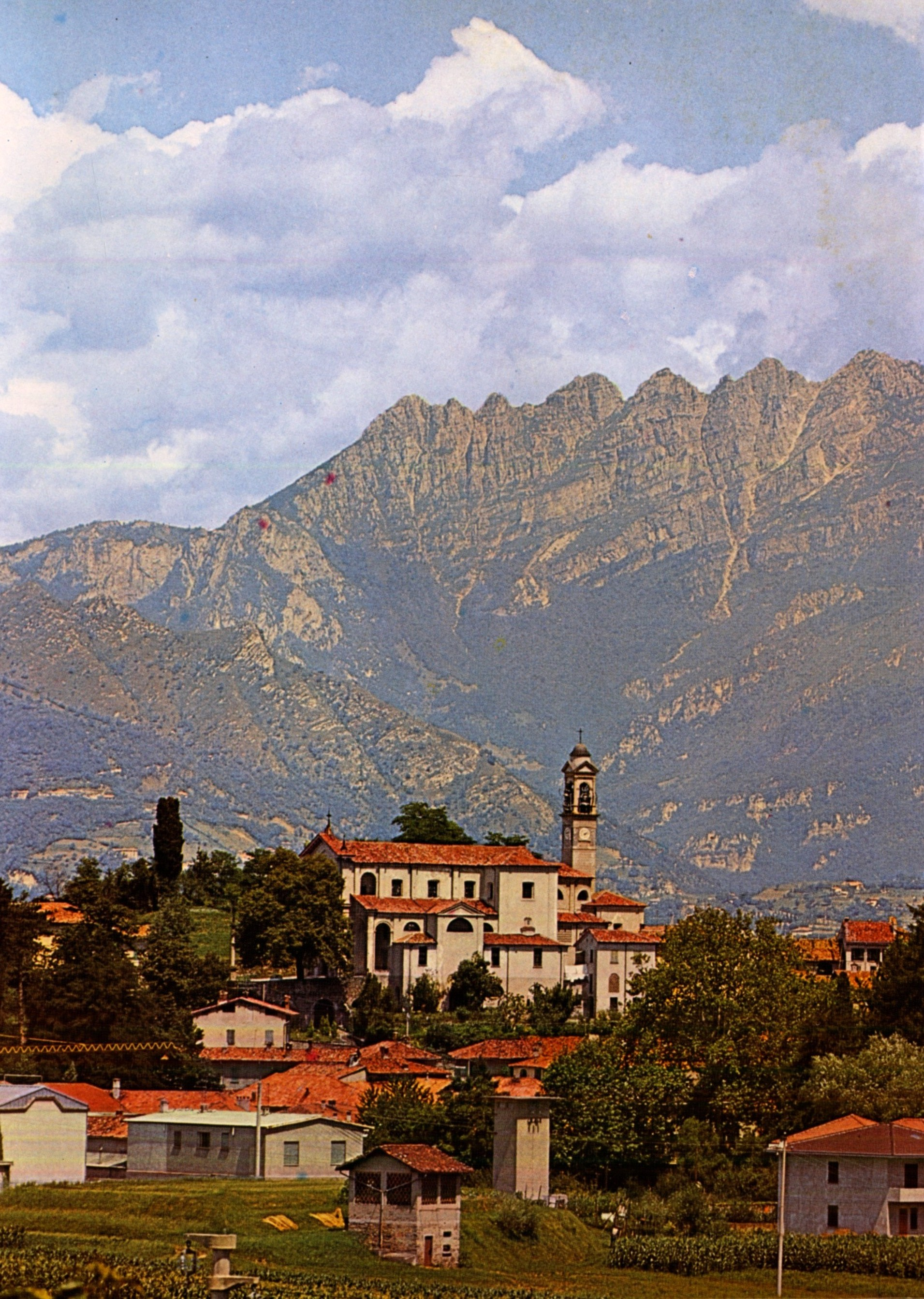
Molteno

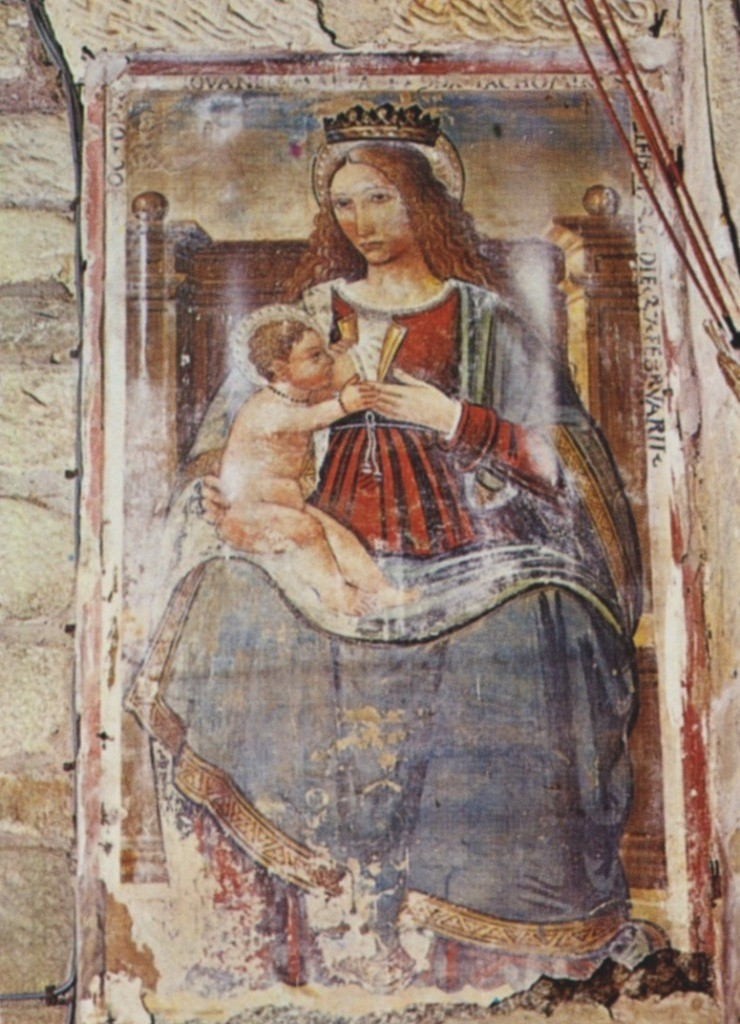
Kirche Santi Nazaro e Celso: Fresko Madonna mit Kind

Molteno ist eine italienische Gemeinde in der Provinz Lecco in der Region Lombardei mit 3517 Einwohnern (Stand 31. Dezember 2023).

## Geographie
Molteno liegt etwa 11 km südwestlich der Provinzhauptstadt Lecco und 35 km nordöstlich der Millionen-Metropole Mailand. Im Jahr 1971 hatte die Gemeinde Molteno eine Fläche von 319 Hektar.
Die Nachbargemeinden sind Annone di Brianza, Bosisio Parini, Costa Masnaga, Garbagnate Monastero, Oggiono, Rogeno und Sirone.

## Geschichte
In den Statuten für die Straßen und Gewässer des Herzogtums Mailand wurde er als el locho da Molteno in die Gemeinde Oggiono aufgenommen. Bei der Aufteilung des Estimos von Monte di Brianza (1456) wurde die Gemeinde Molteno in die Pieve Oggiono eingegliedert. Im April 1468 versammelten sich die einzelnen Gemeinden der Pieve von Oggiono, darunter auch Molteno, in der Nähe, um über die Reform des estimo del Monte di Brianza zu entscheiden. Im Grundbuch des Herzogtums Mailand von 1558 und den nachfolgenden Aktualisierungen bis zum 17. Jahrhundert wird Molteno unter den Gemeinden der Pieve von Oggiono aufgeführt. Ein Verzeichnis aller Ländereien im Herzogtum Mailand und anderer mit ihnen für Salz besteuerter Ländereien aus dem Jahr 1572 (Terre Ducato di Milano, 1572) enthielt auch Molteno. Aus den Antworten, die 1751 auf die 45 Fragen der königlichen Volkszählungsbehörde gegeben wurden, geht hervor, dass die Gemeinde Molteno, die zur Pieve Oggiono gehörte und bereits 1538 mit den Gemeinden der Pieve Garlate und Oggiono an Giovanni Agostino d’Adda belehnt worden war, nicht belehnt war und sich durch die Auszahlung einer ungewissen Summe und die Zahlung eines halben Jahresbetrags zurückgekauft hatte; sie zahlte alle fünfzehn Jahre 55 Lire. 10,9 für die Ablösung aus der Martesana-Fehde (12. April 1652). Es gab keinen königlichen oder feudalen iusdicente, der dort residierte; es unterstand keinem anderen Amt als dem von Mailand, und der Konsul pflegte auf der Strafbank des Hauptmanns der Justiz von Mailand einen Eid abzulegen. Mit der territorialen Aufteilung, die auf die Reform der Regierung des Staates Mailand im Dezember 1755 folgte und der eine bereits 1753 skizzierte Politik der Zusammenlegung der Gemeinden vorausging (Indice pievi Stato di Milano, 1753).
Nach dem vorübergehenden Zusammenschluss der lombardischen Provinzen mit dem Königreich Sardinien wurde die Gemeinde Molteno mit 1.058 Einwohnern, die von einem fünfzehnköpfigen Gemeinderat und einem zweiköpfigen Stadtrat verwaltet wird, auf der Grundlage der durch das Gesetz vom 23. Oktober 1859 festgelegten Gebietsaufteilung dem Bezirk V von Oggiono, Bezirk III von Lecco, Provinz Como, zugeordnet. Bei der Gründung des Königreichs Italien im Jahr 1861 hatte die Gemeinde 1.177 Einwohner.
(Volkszählung 1861). Nach dem Gemeindegesetz von 1865 wurde die Gemeinde von einem Bürgermeister, einer Junta und einem Rat verwaltet. Im Jahr 1867 wurde die Gemeinde in denselben Bezirk, Kreis und dieselbe Provinz eingegliedert (Verwaltungsbezirk 1867).
Im Jahr 1924 wurde die Gemeinde in den Bezirk Lecco in der Provinz Como eingegliedert. Nach der Gemeindereform im Jahr 1926 wurde die Gemeinde von einem Podestà verwaltet. Nach der Gemeindereform von 1946 wurde die Gemeinde Molteno von einem Bürgermeister, einer Junta und einem Gemeinderat verwaltet.

## Bevölkerung
| Bevölkerungsentwicklung | Bevölkerungsentwicklung | Bevölkerungsentwicklung | Bevölkerungsentwicklung | Bevölkerungsentwicklung | Bevölkerungsentwicklung | Bevölkerungsentwicklung | Bevölkerungsentwicklung | Bevölkerungsentwicklung | Bevölkerungsentwicklung | Bevölkerungsentwicklung | Bevölkerungsentwicklung | Bevölkerungsentwicklung | Bevölkerungsentwicklung | Bevölkerungsentwicklung | Bevölkerungsentwicklung | Bevölkerungsentwicklung |
| ----------------------- | ----------------------- | ----------------------- | ----------------------- | ----------------------- | ----------------------- | ----------------------- | ----------------------- | ----------------------- | ----------------------- | ----------------------- | ----------------------- | ----------------------- | ----------------------- | ----------------------- | ----------------------- | ----------------------- |
| Jahr                    | 1861                    | 1871                    | 1881                    | 1901                    | 1911                    | 1921                    | 1931                    | 1951                    | 1961                    | 1971                    | 1981                    | 1991                    | 2001                    | 2011                    | 2022                    |                         |
| Einwohner               | 1177                    | 1307                    | 1370                    | 1613                    | 1543                    | 1584                    | 1808                    | 1978                    | 2043                    | 2402                    | 2616                    | 2769                    | 3094                    | 3587                    | 3524                    |                         |
| Quelle: ISTAT           |                         |                         |                         |                         |                         |                         |                         |                         |                         |                         |                         |                         |                         |                         |                         |                         |

## Kultur und Sehenswürdigkeiten
- Pfarrkirche San Giorgio, die bereits im 15. Jahrhundert erbaut wurde, wurde im 17. Jahrhundert umgestaltet, und zwar mit drei Altären und Fest des Ortspatrons am 23. April.
- Kirche San Rocco.
- Jedes Jahr im September findet das Festival Un'avventura, le emozioni in Andenken an den berühmten Cantautore Lucio Battisti statt.
- Kirche Santi Nazaro e Celso mit Fresko Madonna mit Kind.

## Persönlichkeiten
- Der Cantautore Lucio Battisti (1943–1998) lebte hier in seinen letzten Lebensjahren.